# Incendie du Parlement
Ne doit pas être confondu avec Incendie de l'hôtel du Parlement à Montréal.

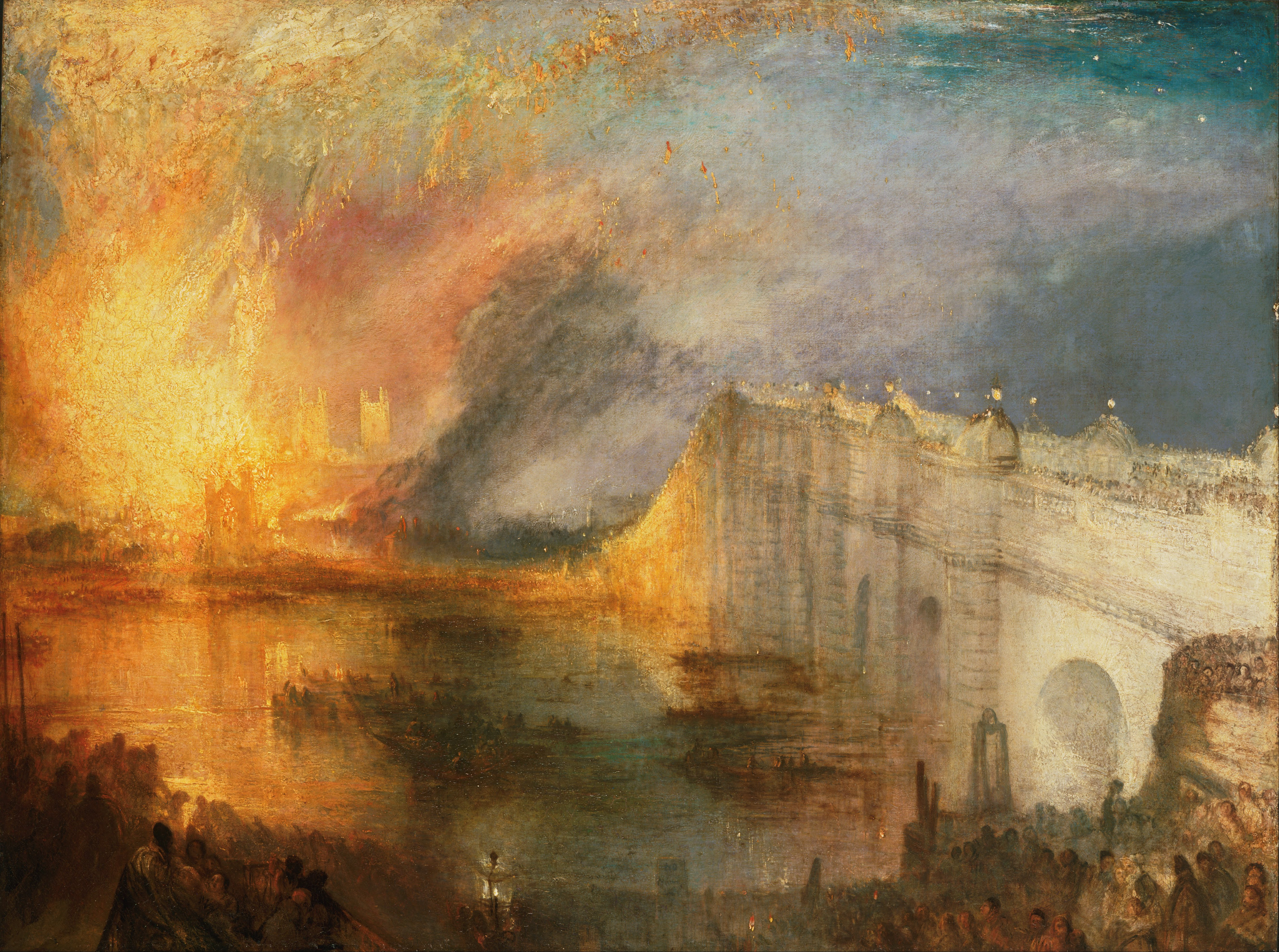
L'Incendie de la Chambre des lords et des communes, le 16 octobre 1834 par Joseph Mallord William Turner
Philadelphia Museum of Art

L'incendie du Parlement s'est produit le 16 octobre 1834 à Londres. Le palais de Westminster, le palais utilisé comme siège du Parlement du Royaume-Uni, est en grande partie détruit par l'incendie. La cause de l'incendie est l'embrasement de bâtons de comptage, mis au rebut de manière négligente dans les fours situés sous la Chambre des lords, ce qui provoque un feu de cheminée qui se propage.
L'incendie dure presque toute la nuit. Il s'agit du plus grand incendie à Londres entre le grand incendie de Londres en 1666 et le Blitz de la Seconde Guerre mondiale.
À part le Westminster Hall médiéval, qui a été sauvé de l'incendie, le reste du site sur la rive ouest de la Tamise a finalement été déblayé pour la construction de l'emblématique complexe des Chambres du Parlement victorien.
En 1835, Joseph Mallord William Turner expose deux grandes peintures à l'huile de l'événement vu de la Tamise intitulées L'Incendie de la Chambre des lords et des communes, 16 octobre 1834, l'une à la British Institution (aujourd'hui conservée au Philadelphia Museum of Art), et l'autre à la Royal Academy, (aujourd'hui conservée au Cleveland Museum of Art, Ohio).
L'événement est célèbre et d'autres artistes reproduisent l'événement.
En 1836, un concours est remporté pour la conception d'un nouveau palais par Charles Barry et Pugin, qui sert toujours de siège au Parlement britannique.